# Данай

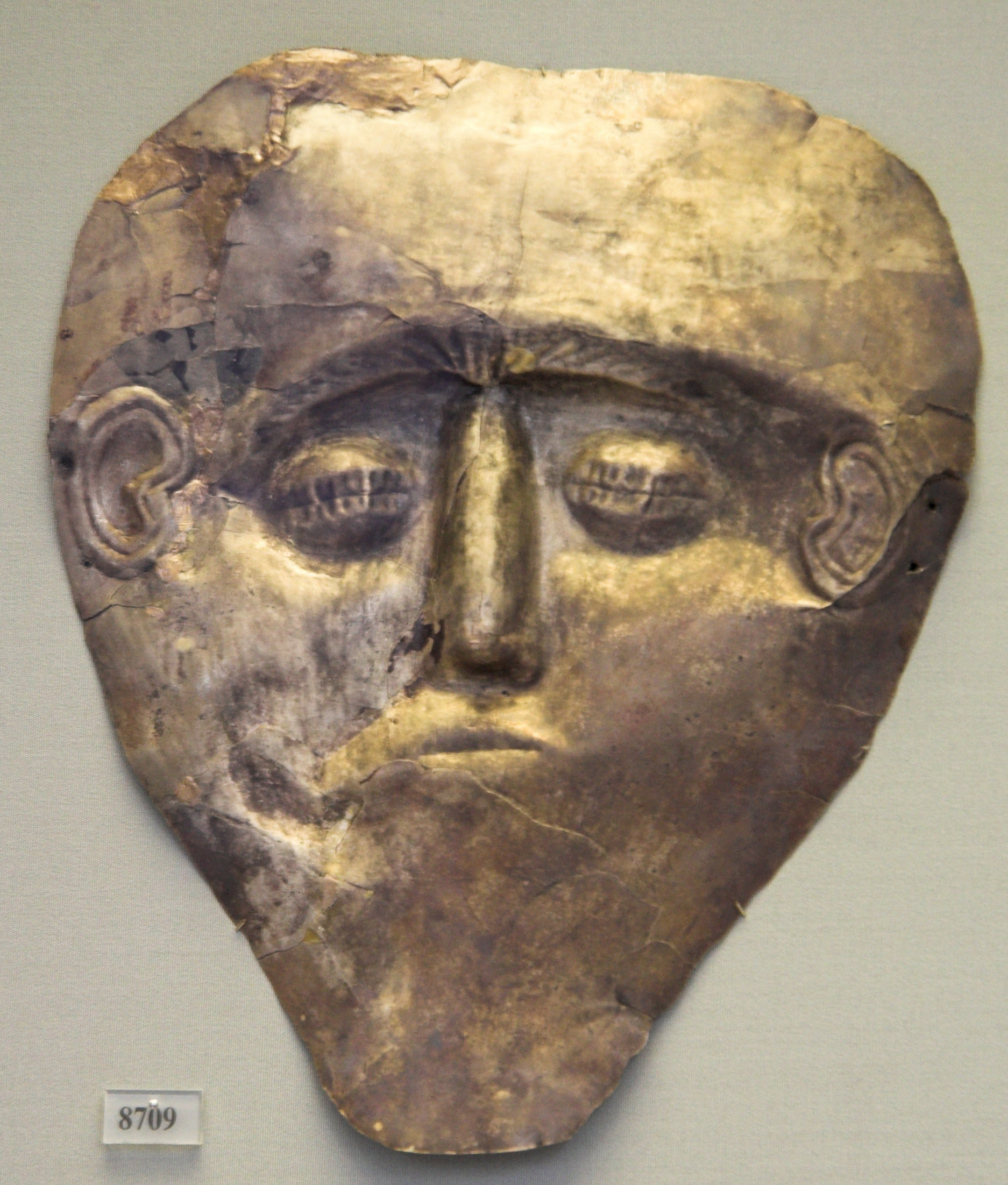
Поховальна маска з електра, що могла належати Данаю, Національний археологічний музей (Афіни)

Данай (дав.-гр. Δαναός) — напівлегендарний цар міста Аргос XVI ст. до н. е.
Належав до нащадків легендарного засновника міста Інаха, але виріс у Єгипті, оскільки його батько (а згодом — і він сам разом із рідним братом) служив фараону або ж якомусь гіксоському володарю — швидше за все як наймані військові ватажки. Збагатившися на єгипетський службі (або ж здійснивши крадіжку з державної скарбниці — про це може свідчити швидкість, з якою Данай поквапився залишити країну), перебрався спочатку на Родос, а згодом — на «історичну батьківщину», до Аргоса.
Згідно з міфами Данай приплив до Греції на 50-весельному судні, яких до того греки ніколи не бачили, разом із 50 доньками — Данаїдами. Пароський мармур датує прибуття Даная до Греції 1518 р. до н. е.
Легенда стверджує, що аргівяни певний час не могли визначити, як ставитися до прибульця. Знак їм нібито дав Аполлон. Містяни нібито побачили як на череду царських биків напав вовк, і одразу ж загриз її ватажка. Вражені аргівяни позбавили влади свого тодішнього царя Геланора, сина Стенела, і віддали його трон Данаю.
Данай залишився в пам'яті аргівян вправним володарем. Збудував храм Аполлона Вовчого (на знак вдячності за вчасну підказку), забезпечив місто водою, збудував громадські криниці, оточив місто потужними мурами, облаштував гавань, що на честь одного з його онуків отримала назву Навпліон. Мешканці самого Аргоса за ім'ям царя згодом стали зватися данайцями.
Невдовзі, однак, з Єгипту повернулися й інші грецькі вояки, які, вочевидь, вважали, що Данай привласнив їхню здобич. У міфах цей конфлікт був переосмислений і перетворився на суперечку Даная з 50 синами його легендарного брата Єгипта. Згідно з міфом, Єгипт урешті-решт змусив Даная віддати за них заміж своїх доньок. Але оскільки оракул провістив цареві смерть від руки зятя, Данай наказав донькам в першу шлюбну ніч вбити своїх чоловіків. Ослухалася батька лише найстарша донька, Гіпермнестра, що одружилася з Лінкеєм.
За свій злочин Данаїди були приречені вічно наповнювати водою бездонну бочку в Аїді. А на захист Лінкея і Гіпермнестри стали мешканці Аргоса. Щоб не тримати Лінкея поруч із собою, Данай віддав йому владу над віддаленими від моря Мікенами.
Цілком імовірно, що зрештою Данай загинув від руки Лінкея. Версія вбивства стає ще вірогіднішою, якщо припустити, що саме Данаю належить електрова погребальна маска, знайдена в Мікенах, зроблена нашвидкоруч і незвично подовжена на шиї — відтак могла закривати смертельну рану, завдану небіжчику.
За легендою про смерть Даная Лінкею повідомив його власний син Абант, який отримав за цю звістку нагороду від батька, що теж може розглядатися як свідчення про причетність Лінкея до смерті тестя.
Сюжет з міфу про Даная використав Есхіл у трагедії «Гікетіди» («Ті, що благають захисту»).